# Liner (communication)
Pour les articles homonymes, voir Liner.
En communication, un liner est un court message écrit (à la TV) ou parlé (à la radio) permettant au destinataire d'identifier ce qui est présenté : nom de la chaîne, de l'émission, de l'artiste, de la personne interviewée, du titre, du produit, de la marque. Il peut également s'agir de rappeler la fréquence de la radio, d'énoncer un slogan ou d'indiquer un partenariat. On parle aussi d'ID, d'idents, de signature tune, de promo, de jingle, de slogan, de sweeper ou encore de drop.